# Детройт
Детро́йт (англ. Detroit [dɪˈtrɔɪt], от фр. détroit [deˈtʀwa] — «пролив») — город на севере США, в штате Мичиган. Расположен в юго-восточном углу штата, на реке Детройт, на границе с Канадой. Население города — 639 111 человек (2020), Детройтской агломерации — 4 292 060 человек (2013).
Основан 24 июля 1701 года французским приказчиком Антуаном Ломе как фактория для торговли пушниной с индейцами. До XIX века входил в состав Канады (часть Британской империи), потом передан США, на момент передачи представлял собой просто огороженный участок земли. В XX веке город стал крупным автопромышленным центром, приобрёл славу «автомобильной столицы мира», «города моторов».
Во второй половине двадцатого столетия из-за кризиса в американской автоиндустрии и нефтяного кризиса 1973 года Детройт пришёл в упадок. Многие его заводы закрылись, население разъехалось, оставив целые районы города заброшенными. Тем не менее в Детройтском городском округе по-прежнему находятся правления автомобильных компаний Большой тройки: «Дженерал моторс», «Форд» и «Крайслер» — в Детройте, Дирборне и Оберн-Хилсе, соответственно.

## История

### Основание
Название город получил от реки Детройт (фр. le détroit du Lac Érie), которое означает пролив озера Эри, соединяющий озеро Гурон с озером Эри. В XVII—XVIII веках под проливом понимали не только нынешнюю реку Детройт, но и озеро Сен-Клер и одноимённую реку. Путешествуя вверх по реке Детройт на корабле Ла Саля, католический священник Луи Хеннепин отметил, что северный берег идеально подходит для поселения. Здесь в 1701 году Антуан Ломе де Ла Мот-Кадильяк (фр. Antoine Laumet de La Mothe, sieur de Cadillac) с группой из 51 франкоканадца основал форт Детройт
(фр. Ponchartrain du Detroit). К 1765 году белое население Детройта составляло 800 человек, что ставило его в один ряд с крупнейшими французскими поселениями в Америке того времени, Монреалем и Сент-Луисом. Однако в 1760 году и Монреаль, и Детройт были сданы англичанам и стали частью британской колониальной империи. Став хозяевами, англичане сократили наименование форта до Детройта.

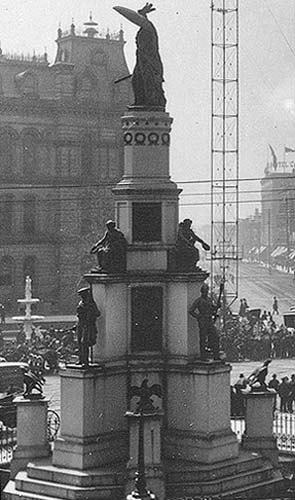
Монумент солдатам и матросам гражданской войны

В 1763 году форт был подвергнут осаде восставшими индейцами вождя Понтиака. Будучи вынужденным смягчить свою политику на оккупированных территориях, британское правительство в том же году запретило английским колонистам основывать новые поселения к западу от гор Аппалачи, что, в свою очередь, вызвало недовольство многочисленного населения собственно британских колоний и стало одной из причин американской революции.

### XIX век
После революции Детройт ещё долго оставался канадским городком и перешёл к США только в 1796 году. В 1805 г. большая часть Детройта сгорела при пожаре. С 1805 по 1847 гг. Детройт являлся столицей территории, а затем - нового штата Мичиган. В это время его население сильно увеличилось. В 1812 году он был вновь занят англичанами во время англо-американской войны (1812—1815 гг.), через год отбит американцами и получил статус города в 1815 году.
Накануне гражданской войны Детройт был одним из ключевых пунктов «подземной железной дороги», по которой беглые чернокожие рабы пробирались из США в Канаду. Некоторое время здесь жил будущий президент, а тогда ещё лейтенант Улисс Грант, а во время войны многие горожане добровольцами ушли в армию северян. Джордж Армстронг Кастер сформировал из них знаменитую «Мичиганскую бригаду».
Многие здания и особняки города были построены в конце XIX — начале XX веков, когда для Детройта наступил «золотой век». В то время его называли «Парижем Запада» за роскошную архитектуру и бульвар Вашингтона, ярко освещённый лампочками Эдисона. Выгодное расположение на водном пути системы Великих озёр сделало город крупным транспортным узлом. Основу городской экономики в середине XIX в. составляло кораблестроение. В конце того же столетия появление автомобилей вдохновило Генри Форда на создание собственной модели и Ford Motor Company (1904 г.). Заводы Форда, Дюрана, братьев Додж (см. Dodge), Паккарда и Крайслера превратили Детройт в автомобильную столицу мира.

### XX век

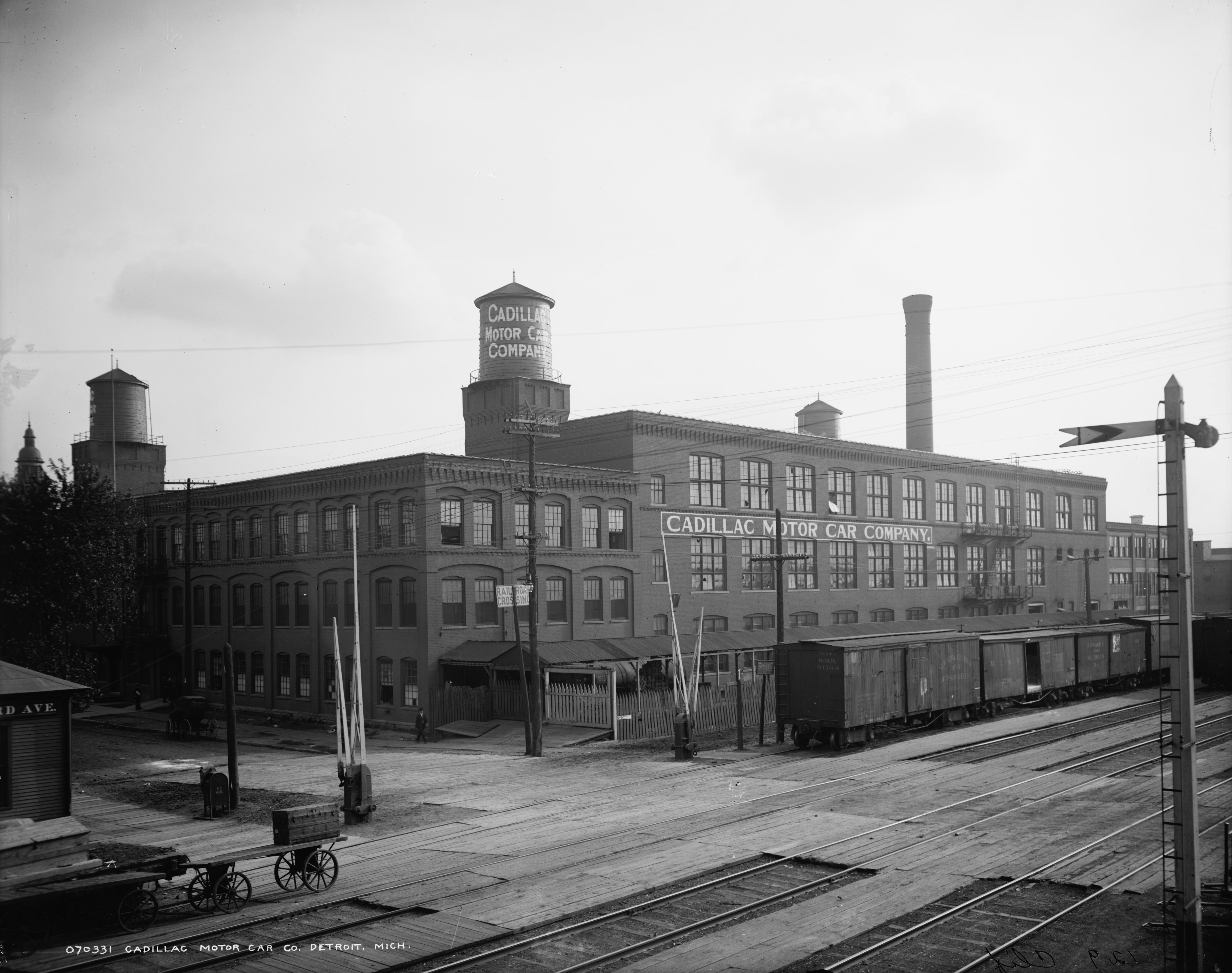
Здание компании Кадиллак в Детройте (ок. 1910)

На протяжении всей эпохи «сухого закона» (1920—1933) река Детройт использовалась для контрабанды спиртных напитков из Канады, в которой не было запрета на производство и продажу алкоголя. В 1920-х годах детройтская мафия активно извлекала выгоду из близости Детройта к канадской границе и городу Уинсор (Онтарио). Именно бутлегерам принадлежало большинство скоростных катеров на реке. Властям пришлось создать в Детройте специальный флот патрульных катеров для предотвращения нелегальной перевозки спиртного через границу. Однако эта мера оказалась неэффективной, поскольку чиновников то и дело ловили на взятках. Ближе к концу «сухого закона» бутлегеры начали модернизировать лодки до более крупных, а также стали устанавливать более мощные двигатели. В свою очередь власти продолжали наращивать усилия по борьбе с контрабандой, но бутлегеры по-прежнему находили способы обойти контрольно-пропускные пункты.
В 1930-х годах с появлением профсоюзов Детройт стал ареной борьбы профсоюза работников автомобилестроения с работодателями. В ней, в частности, выдвинулись такие лидеры, как Джимми Хоффа. В 1940-х годах через город прошла одна из первых американских скоростных трасс, М-8, а благодаря экономическому буму времён Второй мировой войны Детройт получил прозвище «арсенал демократии». Бурный экономический рост первой половины XX века сопровождался наплывом населения из южных штатов (преимущественно чернокожего) и Европы. Хотя дискриминация при приёме на работу (а она была достаточно сильной) ослабла, проблемы всё равно были, и это вылилось в расовый бунт 1943 года, в результате которого 34 человека были убиты, из них 25 —темнокожие.
Период наибольшего расцвета автомобилестроительной и танкостроительной промышленности пришёлся на годы Второй мировой и Холодной войны.  В 1941 году на пустыре был построен Детройтский танковый арсенал корпорации Chrysler, который на момент постройки (и до слияния в СССР пяти заводов ЗКП, ЛКЗ, ХТЗ, СТЗ и ЧТЗ в единый «Танкоград») был крупнейшим танкостроительным предприятием в мире. Тут же открылся целый ряд других крупных промышленных предприятий «Форд», «Дженерал моторс» и других гигантов ВПК США. Побочным конверсионным продуктом стало развитие гражданской автопромышленности.
В 1950-х годах Детройт стал одним из главных центров машиностроения в США и в ту пору продвигал на государственном уровне программу дешёвых и общедоступных автомобилей. Город представлял собой один большой военно-промышленный конгломерат. В Детройте были сосредоточены крупнейшие автомобильные заводы страны (Ford, General Motors, Chrysler), и город переживал бум своего развития — он в буквальном смысле процветал, став одним из богатейших городов Северной Америки. Ещё с середины 1920-х годов с развитием автоиндустрии в городе появилось большое количество личных автомобилей. Детройт стал одним из первых городов, где стала строиться сеть скоростных магистралей и транспортных развязок. С другой стороны, система общественного транспорта не развивалась. Напротив, автомобильные корпорации лоббировали ликвидацию трамвайных и троллейбусных линий. Одновременно шла кампания, рекламировалось приобретение личного автомобиля, а общественный транспорт представлялся непрестижным как «транспорт для бедных». Подобное пересаживание жителей на личный автотранспорт поспособствовало переезду населения из центра Детройта в его пригороды.

### Начало упадка

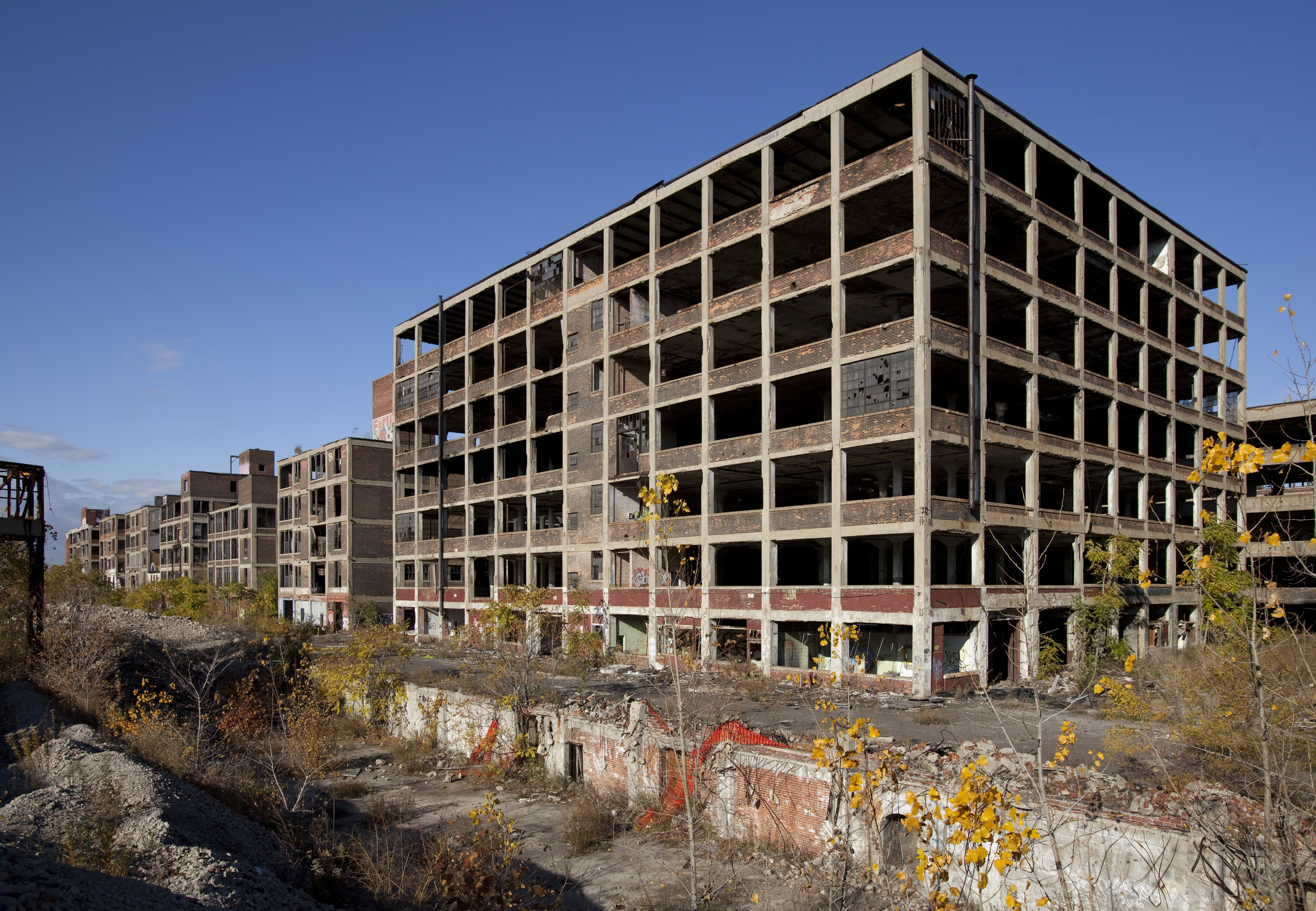
Заброшенный завод Packard в Детройте

Отток населения в пригороды начался ещё в 1950-е годы. Всё больше и больше квалифицированных рабочих, инженеров, представителей среднего класса продавали своё жильё в городе и уезжали в пригород. Стоимость недвижимости начала стремительно падать. Поскольку наиболее платёжеспособное население разъезжалось, в городе начались финансовые проблемы. Количество рабочих мест сократилось, владельцы магазинов, банкиры, врачи начали переезжать туда, где был спрос.
В городе остались те, кто не мог себе такого позволить — безработные, живущие на пособие или низкооплачиваемые рабочие, в основном чернокожее население (с 1974 по 2013 гг. все мэры Детройта были афроамериканцами, главную спортивную арену города назвали именем чернокожего боксёра Джо Луиса). Окраины Детройта также стремительно наполнялись афроамериканцами. Среди чернокожих из-за бедности и безработицы процветала преступность, так что Детройт быстро приобрёл дурную славу как один из самых «чёрных» и опасных городов США. В это время в США отменили расовую сегрегацию, в результате чернокожие стали чаще сталкиваться с белыми, и это привело к межрасовому конфликту. Кульминация произошла в 1967 году, когда в июле конфронтация между белым населением и чернокожим вылилась в одни из самых жестоких в истории США беспорядков, продолжавшихся в течение пяти дней и известных как Волнения на 12-й улице.
Снижение объёма правительственных военных заказов (в том числе иностранных), которые и создавали основной объём работы детройтской промышленности, в связи с окончанием к 1973 г. локальных военных конфликтов, в которые были вовлечены США, после подписания Парижского мирного соглашения привело к кризису в автопромышленности США. Это усугублялось антивоенными стачками и забастовками американских профсоюзов, срывом выполнения заказов и многомиллиардными убытками.
В 1973 году разразился нефтяной кризис. Он привёл к кризису Большую тройку американских автомобилестроителей, автомобили которых, прожорливые и дорогие, не могли больше конкурировать с экономичными европейскими и японскими машинами. Заводы один за другим начали закрываться, люди теряли работу и уезжали из Детройта. Крупные корпорации передислоцировали свои центры промышленного производства в Азиатско-Тихоокеанский регион — в Южную Корею, Китай, Тайвань и Японию. Население города в его административных границах сократилось в 2,5 раза: с 1,8 миллиона в начале 1950-х годов до 700 тысяч к 2012 году. Надо отметить, впрочем, что эти цифры включают и людей, переехавших в рабочие пригороды, где жильё дешевле и обстановка безопаснее.
В результате оттока населения целые районы города оказались оставлены жителями. Небоскрёбы, заводы, жилые кварталы стоят заброшенные и разрушаются от времени и вандализма. В Детройте можно увидеть улицы, на одной стороне которых ярко горят витрины дорогих магазинов, а на другой стоят здания с разбитыми стёклами, из стен которых прорастают деревья.

### XXI век

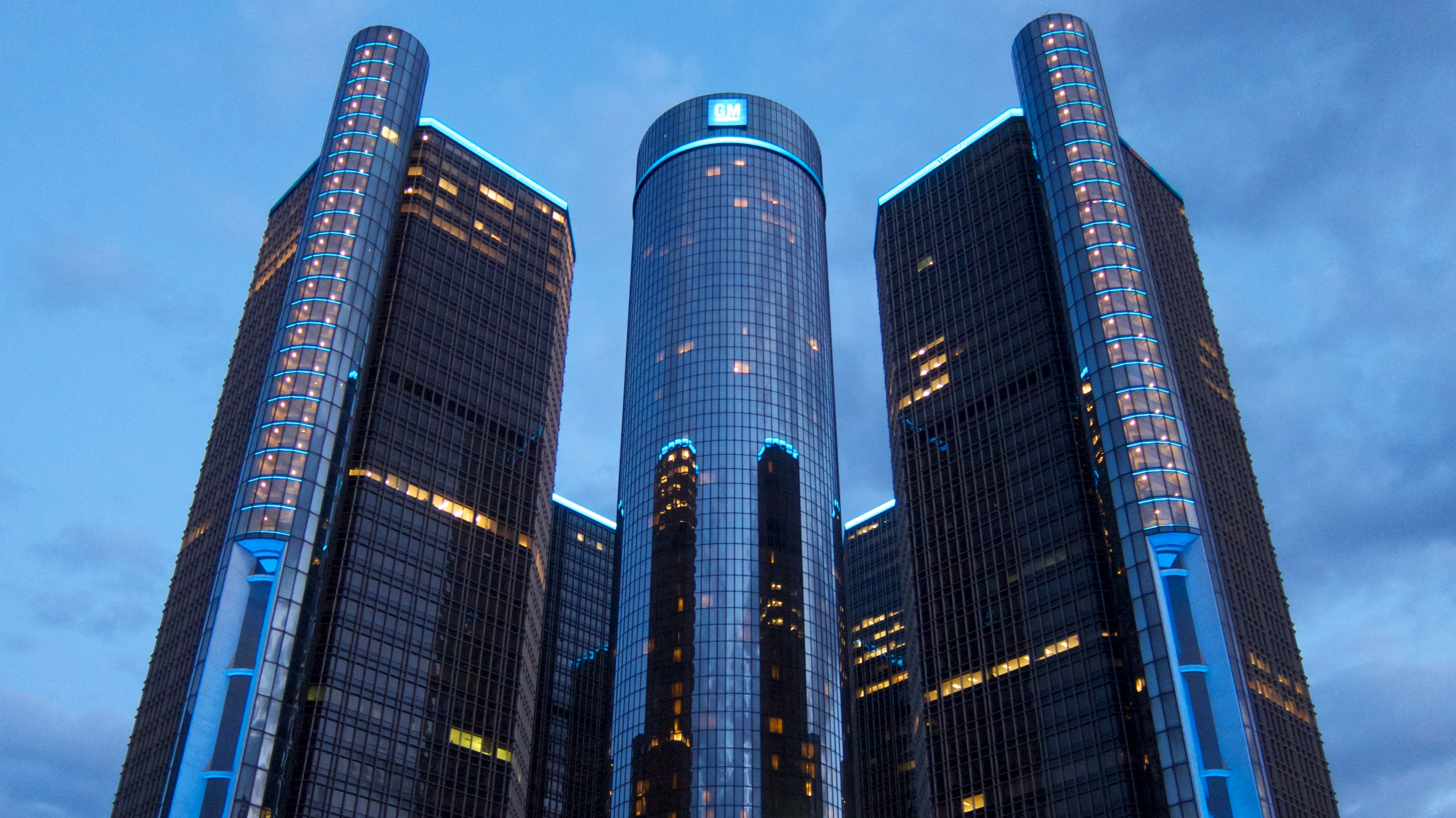

Несмотря на общий упадок Детройта, здесь по-прежнему расположена штаб-квартира General Motors, в пригородах Детройта — Дирборне находится штаб-квартира Ford Motor Company, а в Оберн-Хиллс — Chrysler. Центр города, хоть и малонаселённый, но и относительно безопасный, остаётся собранием культурных и спортивных центров, а также памятников архитектуры ушедшего столетия и продолжает привлекать туристов.

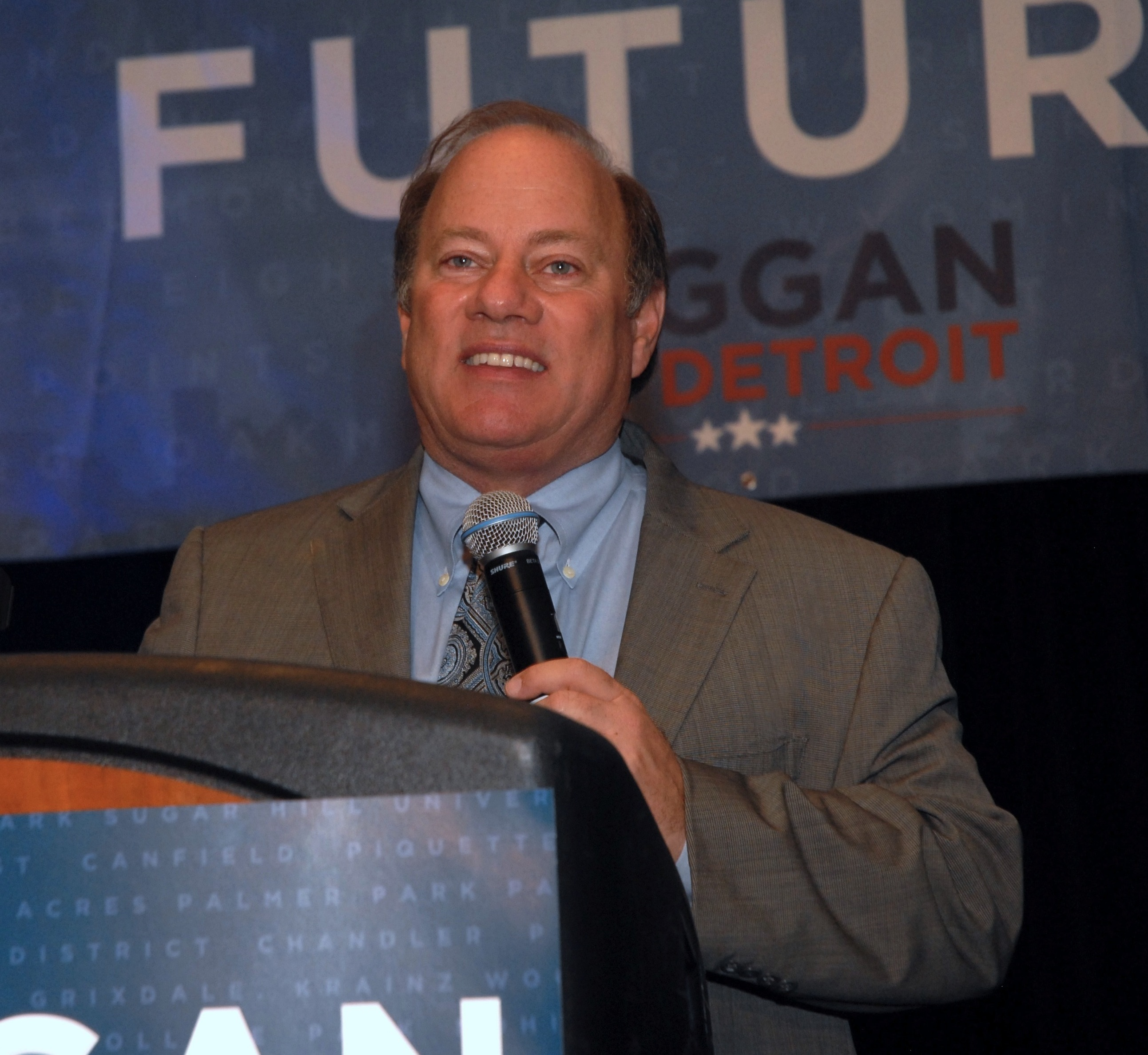
Мэр Детройта с ноября 2013 года Майк Дагган.

Ряд районов, опоясывающих центр Детройта, представляет собой упадочные гетто, населённые преимущественно афроамериканцами. Эти окраины считаются самыми опасными частями города, здесь царит разгул преступности, промышляют шайки грабителей, группировки рэперов и процветает наркоторговля. По сравнению с ними одноэтажные пригороды Детройта относительно благополучны: здесь живут семьи белых рабочих, уехавшие из основного города ещё в 1950-е годы. Кроме того, Детройт и его окрестности — один из основных центров расселения арабских иммигрантов. В отделении университета штата Мичиган в детройтском пригороде Дирборн работает центр по арабо-американоведению. Среди любителей восточных сладостей Дирборн славится своей пахлавой.
Все последние десятилетия правительство штата и федеральные власти не оставляют попытки оживить город, в особенности его центральную часть. Одной из последних инициатив 2000-х годов стало создание и строительство нескольких казино, которые всё равно не смогли укрепить экономику Детройта. В декабре 2012 года дефицит городского бюджета составил 30 млн долларов, общий же долг в начале того же года перевалил за 12 миллиардов.
18 июля 2013 года власти Детройта официально объявили о банкротстве города из-за неспособности выплатить долги на сумму 20 миллиардов долларов США.

### Восстановление
8 января 2014 года новый мэр города Майк Дагган, избранный в ноябре 2013 года, обещал за полгода решить основные проблемы Детройта и попросил жителей не переезжать в другие города
Дагган принял ряд радикальных мер, включавших, с одной стороны, снос заброшенных кварталов, а с другой — тренировку полиции по умению разряжать уличные конфликты вместо того, чтобы применять оружие и другие насильственные меры в ситуациях неопределённости. В 2020-е гг. ряд ранее заброшенных зданий был восстановлен, бизнес начал возвращаться в город, и началось сооружение нового автомобильного моста в Уинсор (Канада) в дополнение к существующему мосту и тоннелю. Для привлечения туристов, а также работников в центр города надземное метро-монорельс People Mover и идущая с севера на юг трамвайная линия QLine были сделаны бесплатными, расширена сеть городских автобусов. Ряд окраин всё ещё остаются опасными, но в центре города по состоянию на 2023 г. преступность упала до исторического минимума, который последний раз наблюдался в 1960-е гг.

## Население
Динамика численности населения города Детройт
| Demographic history profile of Detroit, Michigan, Between 1820 and 2020 |            |           |         |                    |                      |         |         |        |         |                |       |                  |                    |              |       |
| \| Year \| Population \| White \| % White \| Non-Hispanic White \| % Non-Hispanic White \| Black \| % Black \| Asian \| % Asian \| Other or Mixed \| % O/M \| Hispanic/ Latino \| % Hispanic/ Latino \| Foreign Born \| % FB \| \| ---- \| ---------- \| --------- \| ------- \| ------------------ \| -------------------- \| ------- \| ------- \| ------ \| ------- \| -------------- \| ----- \| ---------------- \| ------------------ \| ------------ \| ----- \| \| 1820 \| 1,422 \| 1,355 \| 95.29 \| NA \| NA \| 67 \| 4.71 \| 0 \| 0 \| 0 \| 0 \| NA \| NA \| NA \| NA \| \| 1830 \| 2,222 \| 2,096 \| 94.33 \| NA \| NA \| 126 \| 5.68 \| 0 \| 0 \| 0 \| 0 \| NA \| NA \| NA \| NA \| \| 1840 \| 9,102 \| 8,909 \| 97.88 \| NA \| NA \| 193 \| 2.12 \| 0 \| 0 \| 0 \| 0 \| NA \| NA \| NA \| NA \| \| 1850 \| 21,019 \| 20,432 \| 97.21 \| NA \| NA \| 587 \| 2.79 \| 0 \| 0 \| 0 \| 0 \| NA \| NA \| 9,927 \| 47.23 \| \| 1860 \| 45,619 \| 44,216 \| 96.92 \| NA \| NA \| 1,403 \| 3.08 \| 0 \| 0 \| 0 \| 0 \| NA \| NA \| NA \| NA \| \| 1870 \| 79,577 \| 77,338 \| 97.19 \| NA \| NA \| 2,235 \| 2.81 \| 0 \| 0 \| 4 \| 0 \| NA \| NA \| 35,381 \| 44.46 \| \| 1880 \| 116,340 \| 113,475 \| 97.54 \| NA \| NA \| 2,821 \| 2.42 \| 10 \| 0 \| 34 \| 0.04 \| NA \| NA \| 45,645 \| 39.23 \| \| 1890 \| 205,876 \| 202,422 \| 98.32 \| NA \| NA \| 3,431 \| 1.67 \| 12 \| 0.01 \| 11 \| 0 \| NA \| NA \| 81,709 \| 39.69 \| \| 1900 \| 285,704 \| 281,575 \| 98.55 \| NA \| NA \| 4,111 \| 1.44 \| 4 \| 0 \| 14 \| 0.01 \| NA \| NA \| 96,503 \| 33.78 \| \| 1910 \| 465,766 \| 459,926 \| 98.75 \| NA \| NA \| 5,741 \| 1.23 \| 58 \| 0.01 \| 41 \| 0.01 \| NA \| NA \| 157,534 \| 33.82 \| \| 1920 \| 993,678 \| 952,065 \| 95.81 \| NA \| NA \| 40,838 \| 4.11 \| 620 \| 0.06 \| 155 \| 0.02 \| NA \| NA \| 290,884 \| 29.27 \| \| 1930 \| 1,568,662 \| 1,446,656 \| 92.22 \| NA \| NA \| 120,066 \| 7.65 \| 1,590 \| 0.10 \| 350 \| 0.03 \| NA \| NA \| 405,882 \| 25.87 \| \| 1940 \| 1,623,452 \| 1,472,662 \| 90.71 \| 1,467,506 \| 90.39 \| 149,119 \| 9.19 \| 1,237 \| 0.08 \| 434 \| 0.02 \| 5,156 \| 0.32 \| 322,688 \| 19.88 \| \| 1950 \| 1,849,568 \| 1,545,847 \| 83.58 \| NA \| NA \| 300,506 \| 16.25 \| 1,734 \| 0.09 \| 1,481 \| 0.08 \| NA \| NA \| 278,260 \| 15.04 \| \| 1960 \| 1,670,144 \| 1,182,970 \| 70.83 \| NA \| NA \| 482,223 \| 28.87 \| 2,780 \| 0.17 \| 2,171 \| 0.13 \| NA \| NA \| 201,713 \| 12.08 \| \| 1970 \| 1,511,482 \| 838,877 \| 55.50 \| 815,823 \| 53.98 \| 660,428 \| 43.69 \| 4,478 \| 0.30 \| 7,699 \| 0.51 \| 27,038 \| 1.79 \| 119,347 \| 7.90 \| \| 1980 \| 1,203,339 \| 413,730 \| 34.38 \| 402,077 \| 33.41 \| 758,939 \| 63.07 \| 6,621 \| 0.55 \| 24,049 \| 2.00 \| 28,970 \| 2.41 \| 68,303 \| 5.68 \| \| 1990 \| 1,027,974 \| 222,316 \| 21.63 \| 212,278 \| 20.65 \| 777,916 \| 75.67 \| 8,461 \| 0.82 \| 19,281 \| 1.88 \| 28,473 \| 2.77 \| 34,490 \| 3.36 \| \| 2000 \| 951,270 \| 116,599 \| 12.26 \| 99,921 \| 10.50 \| 775,772 \| 81.55 \| 9,519 \| 1.00 \| 49,380 \| 5.19 \| 47,167 \| 4.96 \| 45,541 \| 4.79 \| \| 2010 \| 713,777 \| 75,758 \| 10.61 \| 55,604 \| 7.79 \| 590,226 \| 82.69 \| 7,559 \| 1.06 \| 40,234 \| 5.64 \| 48,679 \| 6.82 \| 36,000 \| 5.1 \| \| 2020 \| 639,111 \| 68,407 \| 10.70 \| 60,770 \| 9.50 \| 496,534 \| 77.69 \| 10,193 \| 1.59 \| 60,886 \| 9.52 \| 51,269 \| 8.02 \| \| \| |            |           |         |                    |                      |         |         |        |         |                |       |                  |                    |              |       |
| Year | Population | White     | % White | Non-Hispanic White | % Non-Hispanic White | Black   | % Black | Asian  | % Asian | Other or Mixed | % O/M | Hispanic/ Latino | % Hispanic/ Latino | Foreign Born | % FB  |
| 1820 | 1,422      | 1,355     | 95.29   | NA                 | NA                   | 67      | 4.71    | 0      | 0       | 0              | 0     | NA               | NA                 | NA           | NA    |
| 1830 | 2,222      | 2,096     | 94.33   | NA                 | NA                   | 126     | 5.68    | 0      | 0       | 0              | 0     | NA               | NA                 | NA           | NA    |
| 1840 | 9,102      | 8,909     | 97.88   | NA                 | NA                   | 193     | 2.12    | 0      | 0       | 0              | 0     | NA               | NA                 | NA           | NA    |
| 1850 | 21,019     | 20,432    | 97.21   | NA                 | NA                   | 587     | 2.79    | 0      | 0       | 0              | 0     | NA               | NA                 | 9,927        | 47.23 |
| 1860 | 45,619     | 44,216    | 96.92   | NA                 | NA                   | 1,403   | 3.08    | 0      | 0       | 0              | 0     | NA               | NA                 | NA           | NA    |
| 1870 | 79,577     | 77,338    | 97.19   | NA                 | NA                   | 2,235   | 2.81    | 0      | 0       | 4              | 0     | NA               | NA                 | 35,381       | 44.46 |
| 1880 | 116,340    | 113,475   | 97.54   | NA                 | NA                   | 2,821   | 2.42    | 10     | 0       | 34             | 0.04  | NA               | NA                 | 45,645       | 39.23 |
| 1890 | 205,876    | 202,422   | 98.32   | NA                 | NA                   | 3,431   | 1.67    | 12     | 0.01    | 11             | 0     | NA               | NA                 | 81,709       | 39.69 |
| 1900 | 285,704    | 281,575   | 98.55   | NA                 | NA                   | 4,111   | 1.44    | 4      | 0       | 14             | 0.01  | NA               | NA                 | 96,503       | 33.78 |
| 1910 | 465,766    | 459,926   | 98.75   | NA                 | NA                   | 5,741   | 1.23    | 58     | 0.01    | 41             | 0.01  | NA               | NA                 | 157,534      | 33.82 |
| 1920 | 993,678    | 952,065   | 95.81   | NA                 | NA                   | 40,838  | 4.11    | 620    | 0.06    | 155            | 0.02  | NA               | NA                 | 290,884      | 29.27 |
| 1930 | 1,568,662  | 1,446,656 | 92.22   | NA                 | NA                   | 120,066 | 7.65    | 1,590  | 0.10    | 350            | 0.03  | NA               | NA                 | 405,882      | 25.87 |
| 1940 | 1,623,452  | 1,472,662 | 90.71   | 1,467,506          | 90.39                | 149,119 | 9.19    | 1,237  | 0.08    | 434            | 0.02  | 5,156            | 0.32               | 322,688      | 19.88 |
| 1950 | 1,849,568  | 1,545,847 | 83.58   | NA                 | NA                   | 300,506 | 16.25   | 1,734  | 0.09    | 1,481          | 0.08  | NA               | NA                 | 278,260      | 15.04 |
| 1960 | 1,670,144  | 1,182,970 | 70.83   | NA                 | NA                   | 482,223 | 28.87   | 2,780  | 0.17    | 2,171          | 0.13  | NA               | NA                 | 201,713      | 12.08 |
| 1970 | 1,511,482  | 838,877   | 55.50   | 815,823            | 53.98                | 660,428 | 43.69   | 4,478  | 0.30    | 7,699          | 0.51  | 27,038           | 1.79               | 119,347      | 7.90  |
| 1980 | 1,203,339  | 413,730   | 34.38   | 402,077            | 33.41                | 758,939 | 63.07   | 6,621  | 0.55    | 24,049         | 2.00  | 28,970           | 2.41               | 68,303       | 5.68  |
| 1990 | 1,027,974  | 222,316   | 21.63   | 212,278            | 20.65                | 777,916 | 75.67   | 8,461  | 0.82    | 19,281         | 1.88  | 28,473           | 2.77               | 34,490       | 3.36  |
| 2000 | 951,270    | 116,599   | 12.26   | 99,921             | 10.50                | 775,772 | 81.55   | 9,519  | 1.00    | 49,380         | 5.19  | 47,167           | 4.96               | 45,541       | 4.79  |
| 2010 | 713,777    | 75,758    | 10.61   | 55,604             | 7.79                 | 590,226 | 82.69   | 7,559  | 1.06    | 40,234         | 5.64  | 48,679           | 6.82               | 36,000       | 5.1   |
| 2020 | 639,111    | 68,407    | 10.70   | 60,770             | 9.50                 | 496,534 | 77.69   | 10,193 | 1.59    | 60,886         | 9.52  | 51,269           | 8.02               |              |       |

| Detroit demographics                               | Detroit demographics | Detroit demographics | Detroit demographics |
| Self-identified race (2020)                        | Detroit City         | Wayne County, MI     |                      |
| -------------------------------------------------- | -------------------- | -------------------- | -------------------- |
| Total population                                   | 639,111              | 1,793,561            |                      |
| Population, percent change, 2010 to 2020           | -10.5%               | -1.5%                |                      |
| Population density                                 | 1778.78 /км2         | 1029.00 /км2         |                      |
| White alone, percent                               | 10.7% ▲              | 49.2% ▼              |                      |
| (White alone, not Hispanic or Latino, percent)     | 9.5% ▲               | 47.8% ▼              |                      |
| Black or African-American alone, percent           | 77.7% ▼              | 37.6% ▼              |                      |
| Hispanic or Latino (of any race)                   | 7.7% ▲               | 6.6% ▲               |                      |
| American Indian and Alaska Native alone, percent   | 0.5% ▲               | 0.4% ▲               |                      |
| Pacific Islander or Native Hawaiian alone, percent | 0.0%                 | 0.0%                 |                      |
| Asian alone, percent                               | 1.6% ▲               | 3.6% ▲               |                      |
| Two or more races, percent                         | 4.9% ▲               | 6.2% ▲               |                      |
| Some Other Race, percent                           | 4.6%▲                | 3.0%▲                |                      |

## Транспорт

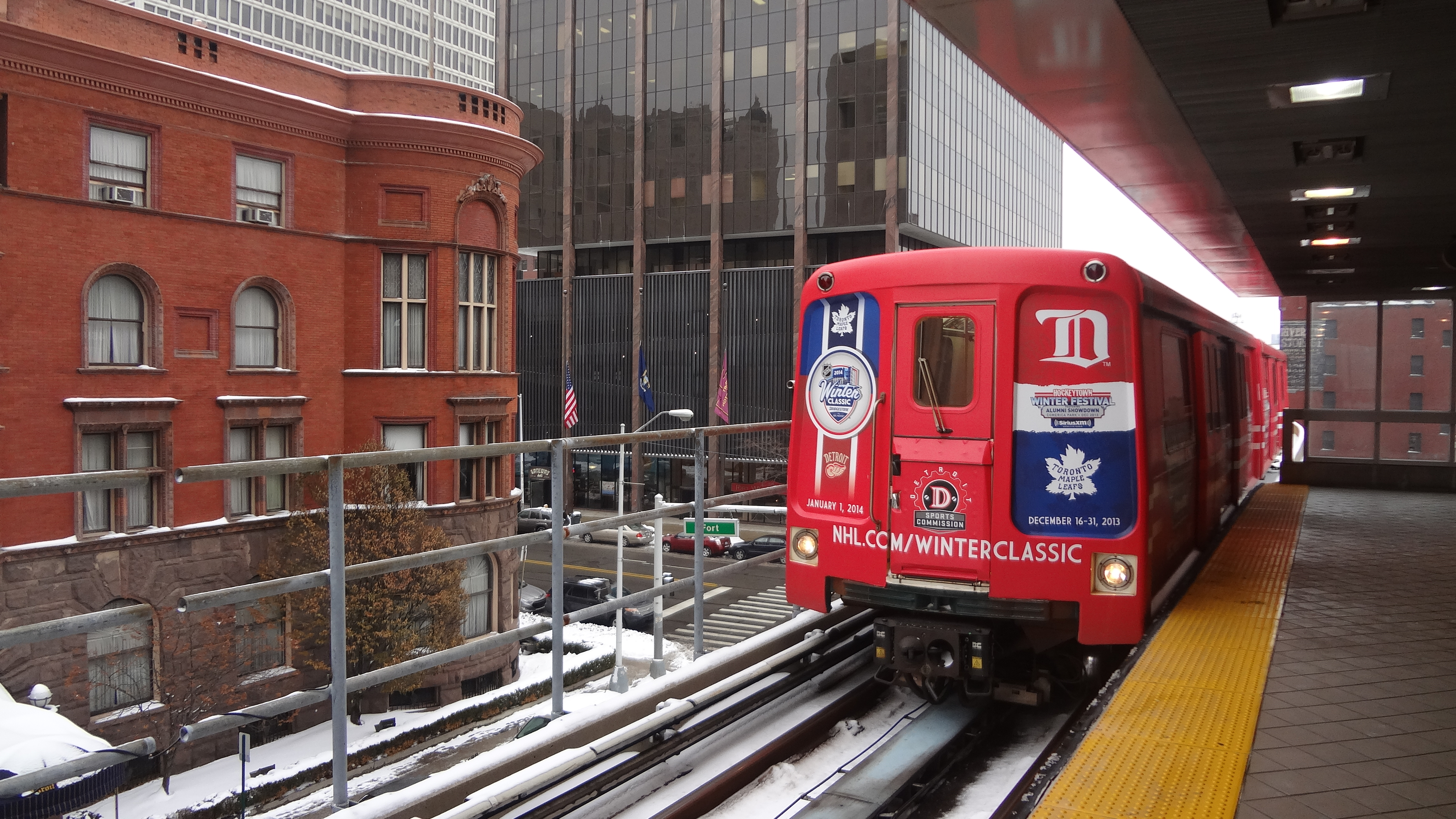

Расположение города на границе с Канадой делает Детройт транспортным хабом. Из города пересечь границу государств можно тремя способами — через мост, по туннелю либо с ж/д станции. Международный аэропорт находится в Ромьюлусе — пригороде Детройта. Городским транспортом является автобус. Рельсовая система «Пипл Мувер», расположенная на эстакаде, в центре города, имеет длину 4,9 км. 12 мая 2017 года открыта линия трамвая от Пипл Мувера до ж/д станции вдоль Вудворд Авеню.

## Климат
На климат города существенно влияют Великие озёра, смягчая его. В целом же город имеет умеренно континентальный климат, несмотря на то, что находится на 3° южнее Крыма. Зимы непродолжительные, мягкие и снежные, лето - длительное и тёплое, часто — жаркое. Палящий зной и лютые морозы нечасты, тем не менее самая высокая температура, которая была зарегистрирована, составляла +40,6 °C (24 июля 1936 года), а самая низкая была −31,0 °C (22 декабря 1872 года). Средняя температура января −3,6 °C, июля +23,1 °C. Иногда зимой бывают морозы ниже −15 °C, а летом - жара выше +35 °C. По температурному режиму Детройт близок к климату центральных районов Украины (Кривой Рог, Запорожье) или севера степной зоны России (Волгоград, Астрахань), однако осадков при этом в Детройте значительно больше, чем в степных районах Украины и России. Осадки распределены в течение года относительно равномерно, но больше их выпадает весной-летом. Всего за год выпадает 787 мм осадков.
| Показатель                    | Янв.  | Фев.  | Март | Апр.  | Май  | Июнь | Июль | Авг. | Сен. | Окт. | Нояб. | Дек.  | Год   |
| ----------------------------- | ----- | ----- | ---- | ----- | ---- | ---- | ---- | ---- | ---- | ---- | ----- | ----- | ----- |
| Абсолютный максимум, °C       | 19,4  | 21,1  | 27,8 | 31,7  | 35,0 | 40,0 | 40,6 | 40,0 | 37,8 | 33,3 | 27,2  | 20,6  | 40,6  |
| Средний суточный максимум, °C | 0,0   | 1,8   | 7,7  | 15,1  | 21,1 | 26,3 | 28,6 | 27,4 | 23,3 | 16,4 | 9,3   | 2,3   | 14,9  |
| Средняя температура, °C       | −3,6  | −2,2  | 2,9  | 9,6   | 15,4 | 20,8 | 23,1 | 22,2 | 18,0 | 11,3 | 5,3   | −1,1  | 10,1  |
| Средний суточный минимум, °C  | −7,2  | −6,1  | −1,9 | 4,1   | 9,7  | 15,3 | 17,7 | 17,0 | 12,6 | 6,3  | 1,3   | −4,4  | 5,4   |
| Абсолютный минимум, °C        | −29,4 | −28,9 | −20  | −13,3 | −3,9 | 2,2  | 5,6  | 3,3  | −1,7 | −8,3 | −17,8 | −23,9 | −29,4 |
| Норма осадков, мм             | 50    | 51    | 58   | 74    | 86   | 89   | 86   | 76   | 83   | 64   | 71    | 63    | 851   |
| Источник: Погода и климат     |       |       |      |       |      |      |      |      |      |      |       |       |       |

## Культура
В Детройте находится один из ведущих художественных музеев США — Детройтский институт искусств, мексиканский художник Диего Ривера расписал его стены фресками на тему «Человек и машина».

### Музыка
В 1959 году в Детройте была основана звукозаписывающая компания Motown Records. В 1960-е годы здесь была разработано особое направление ритм-энд-блюза — так называемое «мотаунское звучание» (англ. Motown Sound). На этом лейбле начинали свою карьеру самые выдающиеся звёзды афроамериканской музыки тех лет — Стиви Уандер, Марвин Гэй, Дайана Росс, Смоки Робинсон, Лайонел Ричи и Майкл Джексон.
В 1985 году в городе зародилось особое направление техно-музыки — Детройт-техно.
Детройт является родиной для многих известных представителей различных музыкальных жанров, среди которых мультиинструменталист Джек Уайт, хип-хоп продюсер J Dilla, рэпер Xzibit, ирландский танцор Майкл Флэтли. С раннего детства в Детройте проживает рэпер Эминем, посвятивший городу клипы Beautiful, Welcome 2 Detroit и Detroit Vs. Everybody и снявшийся в фильме «8 миля», действие которого разворачивается в Детройте. 
Также, в Детройте родился шок-рокер Элис Купер, он посвятил городу песни Be My Lover и Detroit City.
В Детройте проходит ежегодное «супершоу», называемое «Wickedstock» (в стиле хорроркор).
В Детройте появились многие популярные группы, среди которых Electric Six, The Stooges, MC5, D12, Walls of Jericho. У группы Kiss есть песня Detroit Rock City, посвящённая их фанату из Детройта, погибшему в автокатастрофе. В репертуаре Тома Джонса есть песня Detroit City.

### Образование
Колледжи и университеты
Детройт является домом для нескольких высших учебных заведений, включая Государственный университет Уэйна, национальный исследовательский университет с медицинскими и юридическими школами в районе Мидтауна, и Детройтский университет Милосердия расположенный на северо-западе Детройта в Университетском округе. Колледж Творческих Исследований, высшее учебное заведение где ведётся преподавание промышленного, транспортного и интерактивного дизайна, также расположен в районе Мидтауна. В городе также находятся филиалы других высших учебных заведений, таких как Мичиганский университет, Университет штата Мичиган, Государственный Университет Гранд-Вэлли, и Лоуренсовский Технологический Университет.
Крупнейшими вузами города являются:
- Государственный университет Уэйна (w:Wayne State University);
- Детройтский университет Милосердия (w:University of Detroit Mercy);
- Колледж Творческих Исследований (w:College for Creative Studies);

Неполное высшее и специальное образование
В Детройте расположен колледж профессионального образования Общественный Колледж Уэйна. 

Духовная семинария Sacred Heart предлагает разнообразные академические программы как для духовных лиц, так и для студентов-мирян.

### Спорт

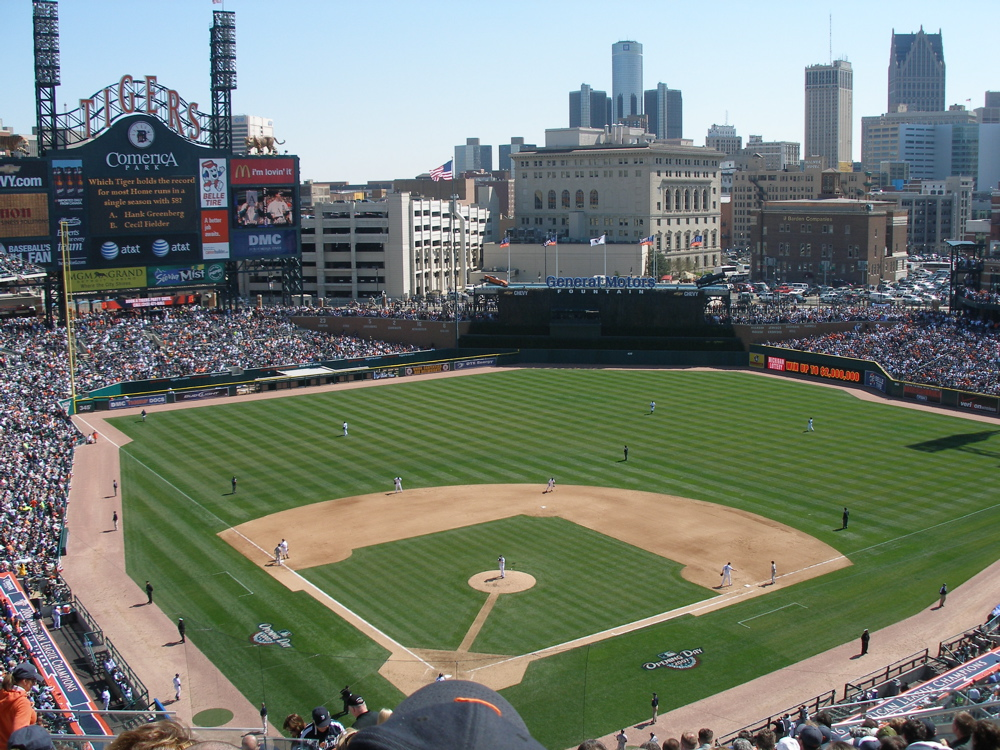

Детройт является одним из нескольких городов США, в котором есть команды четырёх главных спортивных лиг Северной Америки (НХЛ, НБА, НФЛ, МЛБ).
| Клуб              | Лига                    | Стадион            | Основан | Победы                 |
| ----------------- | ----------------------- | ------------------ | ------- | ---------------------- |
| Детройт Лайонс    | NFL Американский футбол | Форд Филд          | 1930    | 4 (НФЛ), 0 (Супербоул) |
| Детройт Пистонс   | NBA Баскетбол           | Литтл Сизарс-арена | 1941    | 2 (НБЛ), 3 (НБА)       |
| Детройт Ред Уингз | NHL Хоккей              | Литтл Сизарс-арена | 1926    | 11                     |
| Детройт Тайгерс   | MLB Бейсбол             | Комерика-Парк      | 1894    | 4                      |

С 1982 по 1988 годы на временной городской трассе в Детройте проводился Гран-При США Формулы-1.
Город является рекордсменом по количеству поданных заявок на проведение летних Олимпийских игр. Всего было сделано 7 попыток получить право принять у себя Олимпиаду — в 1944, 1952, 1956, 1960, 1964, 1968, 1972 годах. Однако все эти попытки были безуспешными — предпочтение было отдано другим городам.

## Здания и сооружения
По состоянию на 2015 год в Детройте насчитывается 27 зданий высотой 100 и более метров. Первые три места в этом списке занимают Ренессанс-центр (222 метра), One Detroit Center (189 метров) и Penobscot Building (172 метра).

## Детройт в искусстве
в литературе

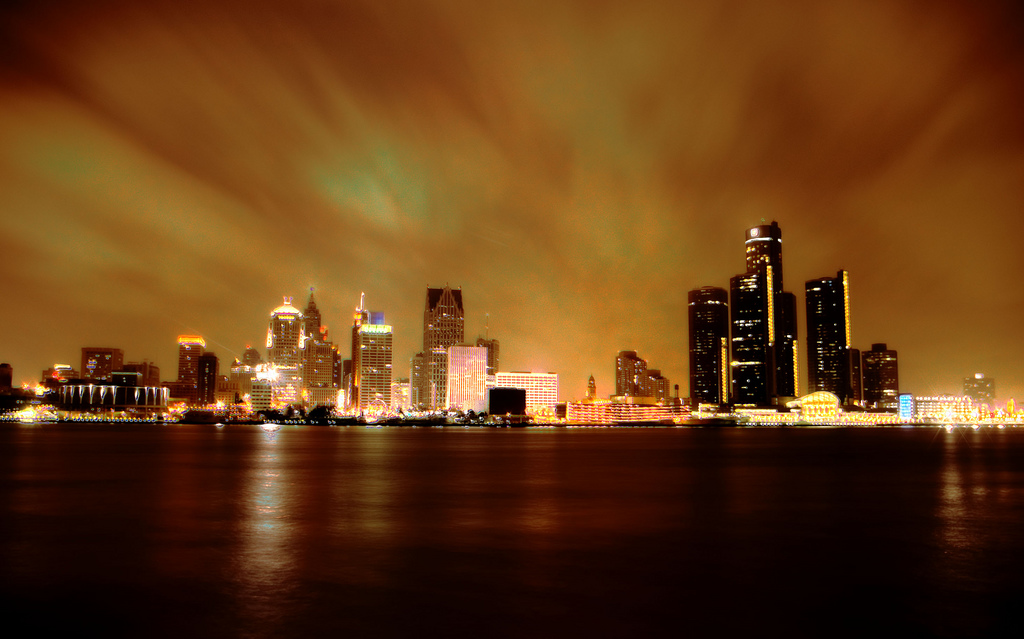
Детройт, деловой центр города

Основные события романа «Колёса» писателя Артура Хейли разворачиваются в Детройте, город описан как центр автомобильной промышленности США, дан срез жизни и быта различных социальных слоёв, проживавших в Детройте в середине XX века.
В романе Джеффри Евгенидиса «Средний пол» повествование охватывает период от расцвета Детройта до упадка. Главный герой становится свидетелем волнений на 12-й улице.
В 2018—2021 годах компания Boom! Studios издавала серию комиксов Abbott, действие которой происходило в Детройте. Также в 2018 году выходил комикс 2021: Lost Children от Titan Books, где Детройт отделился от США.
в кино
В Детройте разворачиваются действия таких фильмов, как  «Детройт — город рока» (1999), 
«Полицейский из Беверли-Хиллз» (начало фильма), 
кинотрилогия «Робокоп», «13-й район: Кирпичные особняки», «Ворон» (1994), «Кровь за кровь», «Рестлер», «Нападение на 13-й участок», «Исчезновение на 7-й улице», «Подстава», «Я, Алекс Кросс», «Короли улиц 2», «Гран Торино», «Настоящая любовь», «8 Миля», «Кристина» (начальные кадры), «Трансформеры 4: Эпоха истребления», «Выживут только любовники», «Не дыши», «S.W.A.T.: Огненная буря», «Моя жизнь», «Апартаменты 1303», «Кризисный момент» (фильм 2012 года), «Низкое зимнее солнце» (сериал 2013 года), "Оно" (фильм 2014 года), «Детройтцы» (сериал 2017 года) и сериал «Детройт 1-8-7»
В 2014 году в Детройте планировалось появление памятника Робокопу, честному и неподкупному персонажу известной кинотрилогии и к премьере предстоящего ремейка.Установить статую планируют летом 2020 года на площади у Научного Центра Мичигана (Michigan Science Center). Статуя почти готова но пока ещё не установлена (январь 2020).
Мультфильмы/аниме
- В Детройте происходит действие мультсериала Transformers: Animated,
- имя города также используется в манге\аниме\фильме Detroit Metal City (D.M.C.).
- Действие одной из серий мультсериала Мыши-рокеры с Марса также происходит в Детройте.

Игры
- Детройт является главным местом действия игры Deus Ex: Human Revolution и одной из встроенных карт-заданий классической игры SimCity (DOS-версия), в которой он представлен городом с промышленным загрязнением и преступностью. Здесь проходят 2 миссии игры Call of Duty: Advanced Warfare.
- В 2018 году вышла Detroit: Become Human. Действия игры разворачиваются в Детройте 2038 года.

## Города-побратимы
- Чунцин, КНР
- Дубай, ОАЭ
- Китве-Нкана, Замбия
- Нассау, Багамы
- Тойота, Япония
- Турин, Италия
- Минск, Республика Беларусь
- Новокузнецк, Россия[37]